# Steve Morison
Pour les articles homonymes, voir Morison.
Steven "Steve" William Morison, né le 29 août 1983 à Enfield (Angleterre), est un ancien footballeur international gallois qui évoluait au poste d'attaquant et qui est aujourd'hui entraîneur.

## Carrière
Le 6 juin 2011, Morison quitte Millwall et signe pour Norwich City, fraîchement promu en Premier League, après une riche saison internationale où il connaît 7 sélections en équipe du pays de Galles. Ce transfert est conclu dans l'incompréhension du côté des supporters de Millwall, alors qu'en deux saisons, Morison avait inscrit 40 buts en 94 matchs pour les Lions. Sur les forums de discussion, l'attaquant subit le feu des attaques de ses anciens supporters, au point qu'il déclare : « Je suis triste de quitter Millwall mais je ne me sens pas coupable. Millwall n'avait pas eu d'attaquant à 20 buts par saison depuis 10 ans jusqu'à ce que j'arrive à ce total. »
Le 20 mai 2017, il marque le but qui gagne la promotion lors de la finale des play-off, contre Bradford City.
Le 19 juin 2019, il est prêté à Shrewsbury Town.

### Carrière internationale
Bien que né à Londres, Morison peut jouer sous le maillot gallois, ayant une grand-mère née à Tredegar, près d'Ebbw Vale. Pour cette raison, le sélectionneur gallois John Toshack fait appel à lui pour un match amical contre le Luxembourg le 11 août 2010. Morison devient dès lors un membre régulier de la sélection, jouant 4 matchs sous le maillot rouge entre août et octobre 2010. La démission de Toshack du poste de sélectionneur permet l'arrivée d'un nouvel homme à la tête de l'équipe, Gary Speed. Celui-ci maintient sa confiance à Morison et, le 30 janvier 2011, publie une liste de joueurs, dont fait partie Morison, appelés à jouer en match amical contre l'Irlande le 8 février. Mais, le 1er février, à l'occasion d'un déplacement sur le terrain de Norwich, le joueur de Millwall se blesse et doit déclarer forfait pour son match international.
Finalement, au début de la saison 2011-2012, il totalise 9 sélections, pour un but inscrit, en équipe nationale.

#### But international
|    | Date             | Lieu                                          | Adversaire | Résultat | Compétition |
| -- | ---------------- | --------------------------------------------- | ---------- | -------- | ----------- |
| 1. | 2 septembre 2011 | Cardiff City Stadium, Cardiff, pays de Galles | Monténégro | 2-1      | QCE         |

## Statistiques
| Saison      | Club               | Pays                     | Championnat         | Coupes nationales   | Sélection Pays de Galles |
| ----------- | ------------------ | ------------------------ | ------------------- | ------------------- | ------------------------ |
| 2001 - 2002 | Northampton Town   | Second Division (D3)     | 1 match             | -                   | -                        |
| 2002 - 2003 | Northampton Town   | Second Division (D3)     | 13 matchs / 1 but   | 2 matchs            | -                        |
| 2003 - 2004 | Northampton Town   | Third Division (D4)      | 5 matchs / 1 but    | -                   | -                        |
| 2004 - 2005 | Northampton Town   | League Two (D4)          | 5 matchs / 1 but    | 2 matchs            | -                        |
| 2004 - 2005 | Bishop's Stortford | Conference National (D5) | 14 matchs / 10 buts | 8 matchs / 10 buts  | -                        |
| 2005 - 2006 | Bishop's Stortford | Conference National (D5) | 27 matchs / 15 buts | 6 matchs / 5 buts   | -                        |
| 2006 - 2007 | Bishop's Stortford | Conference National (D5) | 4 matchs / 3 buts   | -                   | -                        |
| 2006 - 2007 | Stevenage          | Conference National (D5) | 43 matchs / 24 buts | 10 matchs / 10 buts | -                        |
| 2007 - 2008 | Stevenage          | Conference National (D5) | 43 matchs / 22 buts | 2 matchs            | -                        |
| 2008 - 2009 | Stevenage          | Conference National (D5) | 41 matchs / 22 buts | 10 matchs / 8 buts  | -                        |
| 2009 - 2010 | Millwall           | League One (D3)          | 43 matchs / 20 buts | 9 matchs / 3 buts   | -                        |
| 2010 - 2011 | Millwall           | Championship (D2)        | 39 matchs / 15 buts | 3 matchs / 2 buts   | 7 matchs                 |
| 2011 - 2012 | Norwich City       | Premier League (D1)      | 34 matchs / 9 buts  | 3 matchs / 1 but    | 8 matchs / 1 but         |
| 2012 - 2013 | Norwich City       | Premier League (D1)      | 19 matchs / 1 but   | 3 matchs / 1 buts   | 5 matchs                 |

Dernière mise à jour le 30 décembre 2012